# すくすくネットワーク
『すくすくネットワーク』は、1999年4月9日から2003年4月6日までNHK教育テレビジョンで放送されていた育児関連のテレビ番組である。

## 概要
母親が子育ての期間を前向きに捉え、楽しんで過ごすためのノウハウ提供をコンセプトにした番組。この番組以前に同局で放送されていた『育児カレンダー』と『すくすく赤ちゃん』を前身とする。司会は大東めぐみと風見しんごが務めていた。

## 放送時間
いずれも日本標準時、別の時間帯での再放送あり。
- 金曜日 15:30 - 16:00 （1999年4月9日 - 2001年4月6日） - 2001年4月13日からは再放送枠として使用[3]。
- 日曜日 19:00 - 19:30 （2001年4月8日 - 2003年4月6日）